# Præstationsangst
Præstationsangst er en type angst som forekommer når personer skal præstere noget særligt. Det kan vise sig på forskellige måder og defineres forskelligt.

## Social usikkerhed
Mange lider af præstationsangst, hvis de skal holde et oplæg på arbejdet eller tale til en fest.  Hvor det er naturligt at blive lidt nervøs, kan det vokse til en altovertagende nervøsitet, nærmest angst, præstationsangst. Det kan give symptomer lignende social fobi. Mennesker med præstationsangst kan sagtens fungere i andre sociale situationer.
Samme præstationsangst kan vise sig i konkurrencesport og særligt for topidrætsfolk. Nogle af dem når finalen, men oplever, at deres egne forventninger hæmmer dem, og de taber. Her kan en idrætspsykolog afhjælpe problemet og dets årsager.

## I seksuel sammenhæng
Både kvinder og mænd kan opleve præstationsangst i forbindelse med samleje. For mænd i form af manglende rejsning, for tidlig udløsning eller slet ingen. Den kan opstå efter for meget porno. Porno kan føre til urealistiske forventninger og et stort forventningspres. Det kan være urealistiske forventninger til hvor længe, man kan holde i sengen, hvor stor penis skal være, hvor hurtigt man kan få rejsning, samt hvor hurtigt man kan give partneren orgasme. Sådanne forestillinger og begrænset erfaring kan føre til seksuel præstationsangst. Præsentationsangst hos kvinder kan komme til udtryk på mange måder: eksempelvis at forventningerne til egen præstation er for høje, at der er en "ubalance" mellem dét kvinden gør og dét kvinden længes efter. Måske føler kvinden sig "klodset" eller "utilbens" i en flirt eller begrænser sit seksuelle udtryk. Ofte vil kvinden kunne genkende følelsen af “ikke at få nok ud af sin seksualitet”.
Der er der også nogle, som kan flirte og have udmærket sex, men som trækker sig i samme øjeblik, partneren giver udtryk for, at de har et forhold. Det er ubehageligt for dem, som har svært ved at forpligte sig.[kilde mangler]

## Eksterne kilder
- Social fobi og præstationsangst Arkiveret 10. juni 2015 hos  Wayback Machine
- Idrætspsykologi Arkiveret 13. august 2015 hos  Wayback Machine
- Parforhold og præstationsangst